# Samuel Hill (capitán de marina)
Samuel Hill (20 de febrero de 1777 - 1 de septiembre de 1825) fue un capitán de marino mercante y aventurero estadounidense. Comandó varios barcos en numerosos viajes largos, a menudo a partes remotas del mundo.
Como uno de los primeros comerciantes marítimos de pieles, rescató a John R. Jewitt, quien había sido esclavizado por el jefe Nuu-chah-nulth Macuina. Hill fue el primer estadounidense en vivir en Japón, estuvo cerca de encontrarse con Lewis y Clark cerca de Fort Clatsop y recibió una carta de ellos, recibió al rey Kamehameha del Reino de Hawái en su barco, estuvo involucrado en la Guerra de Independencia de Chile, fue encarcelado por los británicos durante la Guerra de 1812, rescató a víctimas de piratas malayos, y mucho más. Sin embargo, también fue un violador y asesino. Los relatos de los oficiales que sirvieron bajo su mando y de otros capitanes lo describen consistentemente como un tirano despiadado e inestable.

## Primeros años y carrera
Samuel Hill nació el 20 de febrero de 1777 en la pequeña ciudad portuaria de Machias, Maine, durante la Guerra de Independencia de Estados Unidos. En ese momento, Machias era objetivo de la Marina Real Británica y sufría incursiones repetidas, en gran medida como respuesta a la Batalla de Machias de 1775, cuando la gente de Machias obtuvo una victoria contra la Marina Real. Poco después del nacimiento de Hill, los británicos atacaron nuevamente Machias, pero fueron nuevamente repelidos en la Batalla de Machias de 1777.
Los barcos y viajes que capitaneó incluyen el Lydia (1804-1807), hacia el noroeste del Pacífico y China; el Otter (1809-1812), hacia Hawái, el noroeste del Pacífico, Alaska y China; el Ulysses (1813-1814), como corsario durante la Guerra de 1812; Ophelia (1815-1817), hacia Chile, Hawái, el sudeste de Asia marítimo y China; y el Packet (1817-1822), hacia Chile, Hawái y China; entre otros. Algunos de estos viajes fueron circunnavegaciones. También sirvió bajo otros capitanes en muchos otros barcos, como el Franklin, que fue a Japón en 1798 - 1800

## Viaje del Lydia 1804-1807
Su primer viaje como capitán fue en el Lydia, que era propiedad de la compañía de Boston Lyman and Associates. El comportamiento brutal y tiránico de Hill en el viaje fue documentado en los diarios de varios miembros de su tripulación y otros capitanes de comercio de pieles. Mantuvo a una joven nativa hawaiana como esclava sexual, llevándola frecuentemente en una de las lanchas del barco durante varios días. Su primer oficial y supercargador escribieron sobre las dificultades y el descontento general que esto causaba entre la tripulación, y expresaron lástima por la "pobre niña inocente".
En junio de 1805, en Haida Gwaii, el Lydia se encontró con otras dos embarcaciones propiedad de Lyman and Associates, el Atahualpa y el Vancouver. El capitán y algunos miembros de la tripulación del Atahualpa habían sido asesinados durante un conflicto violento con los nativos cerca de Milbanke Sound. Las tres embarcaciones, sus capitanes y oficiales supervivientes, intentaron cooperar en beneficio de su empleador. En el puerto comercial de Nahwitti, se unieron tres embarcaciones comerciales estadounidenses más, la Pearl, Mary y Juno, para ofrecer ayuda. Se intercambiaron algunos miembros de la tripulación y todos, excepto Hill, acordaron que un barco debería llevar todas las pieles recolectadas y abandonar la costa. Hill trató de manera abusiva a los demás capitanes y oficiales y se negó en gran medida a trabajar con ellos. El capitán Thomas Brown del Vancouver juró que nunca más tendría nada que ver con él. El capitán Hill permitió el intercambio de supercargadores entre el Lydia y el Atahualpa. Su propio supercargador, Isaac Hurd, había sufrido a manos de Hill y estaba feliz de irse.
Luego, Hill llevó el Lydia a Nootka Sound, donde rescató a John Jewitt y John Thompson, los únicos supervivientes del barco comercial Boston, que había sido atacado por los Nuu-chah-nulth. Los dos habían vivido como esclavos del jefe Macuina. Jewitt había estado escribiendo cartas en secreto, esperando que alguna llegara a manos de un capitán de barco. Hill había recibido una de estas cartas varios meses antes, de parte de un jefe makah. También sabía que los propietarios del Boston ofrecían una recompensa por el rescate de los supervivientes. Además, estaba motivado por el temor de que su reputación fuera arruinada por Isaac Hurd y Thomas Brown cuando regresaran a Boston. Su rescate de Jewitt y Thompson lo convirtió en un héroe en Boston, compensando ampliamente los informes condenatorios de Hurd y Brown.
Desde Nootka Sound, Hill navegó hacia el río Columbia. En noviembre de 1805, ancló a unos 16 km del Fuerte Clatsop, donde Lewis y Clark pasaban el invierno. Los nativos Chinook locales le hablaron sobre Lewis y Clark, pero no hubo contacto. En julio de 1806, Hill ingresó al río Columbia por tercera vez. Los Chinook le entregaron una carta de Lewis y Clark, quienes habían partido apenas unos meses antes.
Después de visitar el río Columbia en noviembre de 1805, Hill volvió a navegar hacia el norte con el Lydia en busca de pieles. En casi todos los encuentros comerciales, Hill maltrataba y engañaba, o intentaba engañar, a los nativos. En Kaigani, trató de engañar a los haida con barriles de pólvora llenos principalmente de chatarra y melaza rebajada con agua. En mayo de 1806, en la ciudad haida de Massett, secuestró a varios haida y los mantuvo cautivos hasta recibir un rescate en pieles de nutria marina. Mientras se marchaba, se dispararon algunos tiros desde la ciudad hacia el Lydia, pero cayeron cortos. En respuesta, Hill dio media vuelta y disparó una andanada contra la ciudad. Continuando hacia el sur, recurrió repetidamente a amenazas, violencia y secuestros para adquirir pieles de los nativos. Su supercargador lo describió como "saquear la costa" y pensó que estaba actuando "muy imprudentemente".

## Durante su segundo 1809 - 1812
Durante el viaje de comercio de pieles marítimo, a bordo del Otter, estuvo involucrado en dos conflictos violentos en el sureste de Alaska en 1811. En el primero, cerca de Sitka, ayudó a los tlingit a repeler dos barcos comandados por Ivan Kuskov de la Compañía Ruso-Americana. Durante este evento, ocho cazadores aleutianos fueron asesinados. En el segundo conflicto, su propio barco fue atacado por los tlingit de Chilkat mientras navegaba por el Canal de Lynn. Dos de su tripulación fueron asesinados y seis resultaron heridos. Los tlingit sufrieron entre 45 y 100 muertos, incluyendo 13 jefes. Hill cometió otras masacres en este y otros viajes, lo que a veces tuvo consecuencias desafortunadas mucho tiempo después. En 1822, el anotador del registro del barco comercial Rob Roy escribió que el Jefe Shakes planeaba apoderarse del primer barco que pudiera en venganza por el asesinato del padre de su esposa por el Capitán Hill del Otter.En 1840, los tlingit de Chilkat amenazaron con atacar el Fuerte Taku de la Compañía de la Bahía de Hudson en venganza por el ataque de Hill en 1811.

## Vida posterior
Samuel Hill falleció en Boston el 1 de septiembre de 1825. La causa de su muerte indicada en su certificado de defunción fue "paralítico", lo cual podría hacer referencia al alcoholismo o a algún aspecto de sus enfermedades mentales.